# Eastington (Stroud)
Pour les articles homonymes, voir Eastington.
Eastington est une paroisse civile et un village du Gloucestershire, en Angleterre.